# Ljepljiva kadulja
Ljepljiva kadulja (ljepljiva žalfija, lat. Salvia glutinosa) biljka je iz porodice Lamiaceae.Kod nas raste po šumama. Cvjetovi su biljke svijetle žute boje. Naraste do najviše 120 cm visine. Listovi su srcoliko kopljasti, pilastog ruba. Biljka je prekrivena ljepljivim dlačicama, najviše oko čaški cvjetova.
U Rusiji i Poljskoj se koristi kao ljekovita biljka. Koristi se i u hortikulturi, te kao medonosna biljka.

## Raširenost
Raste u srednjoj te istočnoj Europi i zapadnoj Aziji.

## Sastav
Sadrži tritepenoide (beta-amirin, epialanuseol, 11-alfa-hidroksi-beta-amirin, fridelin), tanine, flavonoide (apigenin, genkvanin, izokempferid, kumatakenin, ayyanin, 3,7-dimetil-eter kempferol). Korijenje sadrži kinonske spojeve. Ocvijeće - eterično ulje, sastav - tanini, borneol, linalol, kariofilen. Cvjetovi sadrže tritepenoide (beta amirin, ursolna kiselina), viši alifatski ugljikohidrat nonakozan. U plodovima steroidi (kolesterol, kampesterol, stigmasterol, sitosterol, avenasterin), te masno ulje, po sastavu: palmitinska, palmitoleinska, oleinska, linoleinska, masna kiselina.

## Ljekovito djelovanje
Djeluje protuupalno, inhibira rast bakterija i gljivica; djeluje kao analgetik. Olakšava uporni kašalj i promuklost. Ima zaštitni učinak na jetru, jer potiče regeneraciju hepatocita. Snižava razinu šećera u krvi.
Izgleda da je u Italiji nekada korištena kao febrifug.Koristi  se i u narodnoj medicini u Rumunjskoj.

## Sinonimi
1. Drymosphace glutinosa (L.) Opiz
2. Glutinaria acuminata Raf.
3. Glutinaria glutinosa (L.) Raf.
4. Sclarea glutinosa (L.) Mill.

## Vanjske poveznice
- http://www.pfaf.org/user/Plant.aspx?LatinName=Salvia+glutinosa

- S. glutinosa
- S. glutinosa
- S. glutinosa
- S. glutinosa